# Isla Contreras
L'isla Contreras è un'isola del Cile meridionale nell'oceano Pacifico. Appartiene alla regione di Magellano e dell'Antartide Cilena, alla provincia di Última Esperanza e al comune di Natales. È l'isola più grande dell'arcipelago Regina Adelaide.
L'isola porta il nome del generale Luis Alberto Contreras y Sotomayor (1870-1960), pioniere dell'aviazione cilena e governatore della regione di Magellano dal 1917 al 1919.

## Geografia
L'isola Contreras si trova nella parte nord-occidentale dell'arcipelago; si affaccia a nord sullo stretto di Nelson e sul canale Smyth, a ovest sul Pacifico, e a sud sul golfo Sarmiento de Gamboa; a nord-ovest il canale Vidal Gormaz la separa dell'isola Ramírez; a est il canale Nogueira la separa dall'isola Vidal Gormaz. La sua superficie è di 625,5 km² e ha uno sviluppo costiero di 325 km; misura circa 29 miglia di lunghezza per 6 nel punto di massima larghezza; nell'estrema parte settentrionale il monte Nuestra Señora de la Victoria ha un'altezza di 791 m.